# 腫瘍崩壊症候群
腫瘍崩壊症候群（しゅようほうかいしょうこうぐん、英：tumor lysis syndrome）または腫瘍融解症候群（しゅようゆうかいしょうこうぐん）とは抗がん剤治療や放射線療法等でがん細胞が短時間に大量に死滅することで起こる症候群で、腫瘍学的緊急症の一つである。

## 疫学
がんに対する非外科的療法（腫瘍を直接取り出すのではなく体内で死滅させる療法：抗がん剤や放射線治療など）が進歩して有効性を増すに連れ、体内でがん細胞が大量に死滅することによる本症のリスクが無視できなくなってきている。昨今は小児がんや血液の悪性疾患を診療する医師が最も留意すべき緊急事態とされているが、他の成人の腫瘍でもその報告は増す傾向にあり、また化学療法中でなくても腫瘍の自然崩壊によって発症した例
が報告されている。発症の危険度を検査値から予測する試みもあるが 、悪性疾患に対する化学療法・放射線療法の効果が期待できるほど本症の危険は逆に増すことを常に念頭に置く必要がある。

## 病理
がん細胞が一度に大量に細胞死を起こすと、核酸をはじめとする分解産物が血流中に大量に放出されて、それがもとになって重篤な病態を惹き起こす。

### 高リン酸血症
DNA・RNAが血流中で分解して高リン酸血症を起こす。これは血清のカルシウムと結合してリン酸塩を作り、毛細血管を閉塞させると同時に、次節の低カルシウム血症を惹き起こす。

### 低カルシウム血症
腫瘍細胞から血中に流出したリン酸とカルシウムイオンの溶解度積は小さいため、血中でリン酸塩を生じ、結果としてカルシウムイオン濃度は下がる。
リン酸は十分な濃度存在しており、減少分が増加分を上回らないと考えられる。

### 高カリウム血症
腫瘍随伴症候群ならずとも、大量の細胞破壊を伴う病態（例えばクラッシュ症候群や横紋筋融解症など）では必発の疾患であり、最も緊急の対応を要する事態である。具体的な対応は高カリウム血症の項に譲る。場合によっては血液透析を要する。

### 高尿酸血症
核酸からヒポキサンチンが生成され、キサンチン酸化酵素により尿酸へ代謝されることで起こる。
特に血液中に大量に腫瘍細胞がある（白血病）場合や、臓器浸潤がある、最初から腎疾患がある、血清中尿酸やリン値が高い事などが見られる場合ならばこの症候群に注意すべきである。

## 診断
この症候群は、治療開始後12 - 24時間以内で高確率で起こるので、治療開始直後から翌日までは尿量、尿ｐH,　血清中LDH, 電解質（Na, K, Cl, P, Ca）濃度、腎機能検査（血清中クレアチニン、BUN、尿酸値）、心電図のチェックが必要である。
腫瘍崩壊症候群は腫瘍細胞の薬剤に対する感受性に依存するもので、治療内容が非常に強力な多併用化学療法ではない場合でも発症する。急性リンパ性白血病にてステロイド剤単独の使用で発症した例もある。

## 治療
予防には水分補給と尿のアルカリ化、それにアロプリノール（商品名ザイロリック、アロシトール）の投与が必要である。ラスブリカーゼ(商品名ラスリテック)も2009年に認可された。エビデンスは無いが、種々の文献では予防的に使用すべきとされている。

### 総説
- Howard SC, Jones DP, Pui CH. "The tumor lysis syndrome." N Engl J Med. 2011 May 12;364(19):1844-54. Review. No abstract available. PMID 21561350